# NGC 7
Az NGC 7 egy spirálgalaxis a Sculptor (Szobrász) csillagképben.

## Felfedezése
Az NGC 7 galaxist John Herschel fedezte fel 1864. szeptember 27-én.

## Tudományos adatok
A galaxis 1495 km/s sebességgel távolodik tőlünk.